# Māra Zālīte
Māra Zālīte, latvijska pisateljica, kulturna delavka, * 18. februar 1952, Krasnojarsk
Literarni opus Mare Zalite vključuje poezijo, eseje, drame, dramo, prozo in librete. Pogosto se ukvarja z zgodovinskimi problemi in simboliko, ki zrcali mitologijo, kulturo in ljudi Latvije. Njena dela so bila prevedena v številne jezike, tako v ruščino, angleščino, nemščino, švedščino, estonščino in francoščino.
Prva dela je objavila v začetku sedemdesetih let. V osemdesetih letih se je Zālīte usmerila k pisanju dramskih tekstov, pisanju libretov za muzikale in besedilom za rock opere. Njena dela so uglasbili številni ugledni latvijski umetniki, kot sta Raimonds Pauls in Jānis Lūsēns. Pisateljica je dobila  številne literarne nagrade in državna priznanja, med drugim red treh zvezd. Velja za eno največjih osebnosti latvijske družbe. Njeno prvo prozno delo – avtobiografski roman Pet prstov (2013) – je naletelo na široko priznanje tako bralcev kot članov pisateljske skupnosti.

## Zgodnja leta
Māra Zālīte se je rodila v mestu Krasnojarsk v Sibiriji (Rusija), kamor so leta 1941 izgnali njeno družino. 4 leta in pol otroštva je preživela v Krasnojarsku v Sibiriji, do jeseni 1956, ko so njeni starši dobili dovoljenje, da se vrnejo domov v Latvijo. Preostanek otroštva je preživela v Slampes Kalna Ķivuļi. Zālīte je obiskovala  osnovno in srednjo šolo v osnovni šoli Slampes.

## Kariera
Māra Zālīte je diplomirala na šoli za šport Murjāņi (1970) in na Filološki fakulteti Latvijske univerze (1975) (nekdanja državna univerza). Med letoma 1974 in 1989 je Zālīte delala kot tehnična sodelavka v Latvijski zvezi pisateljev, kot vodja Studija novih pisateljev in kot svetovalka za poezijo pri reviji Liesma. Leta 1989 je postala glavna urednica založbe in revije Karogs, kjer je delala do leta 2000, ko je postala predsednica Latvijskega združenja avtorjev (AKKA / LAA) (2000-2008). Māra Zālīte je bila tudi članica mestnega sveta reda treh zvezd (1999–2006), predsednica Državne jezikovne komisije (2002–2004) in tudi članica združenja odlikovanih (2006–2007).
Je tudi članica upravnega odbora Nacionalne knjižnice (od leta 1998), častna članica Akademije znanosti in ena od 14 ustanoviteljev fundacije Koknese (od leta 2005).Zālīte je prejela odlikovanje Reda treh zvezd, spominsko medaljo barikad in več literarnih nagrad.

## Družina
Māra Zālīte je poročena z Jānisom Ķuzulisom (od 1979), imata dva otroka (Jānis Ķuzulis in Ilze Ķuzule-Skrastiņa) ter tri vnuke (Krišjānis, Emīlija in Marats). Trenutno živi v Rigi, pogosto pa biva v svoji podeželski hiši v Tukumsu.

## Pomembnejše nagrade
- Nagrada Vladimirja Majakovskega (1982, Gruzija)[19]
- Nagrada Ojārs Vācietis (1989)[22]
- Nagrada Aspazija (1992)[19]
- Herderjeva nagrada (1993, Nemčija)[19]
- Spominska medalja za udeležence barikad iz leta 1991[23] (Barikāžu piemiņas medaļa) (2000) za pomembno sodelovanje na barikadah leta 1991.[24]
- Red treh zvezd (Trīs zvaigžņu ordenis) (08.11.1995.) za sodelovanje na barikadah.[19]
- Križ priznanja (Atzinības krusts) (12. 11. 2008) za izjemne zasluge v družbenem in kulturnem delu, za briljantni ustvarjalni prispevek  latvijski literaturi in za krepitev latvijščine.[25]
- Nagrada Mednarodne regije Baltskega morja Jānis Baltvilks za otroško književnost in knjižno umetnost[26] (2012) za otroško pravljico "Tango un Tūtiņa ciemos" (Tango in Tutina na obisku). [27][28]
- Letna latvijska literarna nagrada[26] (2001; 2004; 2014) za zbirko dram "Sauciet to par teātri"; predstavo "Zemes nodoklis"[29] in avtobiografski roman "Pieci pirksti" (Pet prstov).[30][31]

## Slog in teme
Na začetku kariere Zālīte, v času njene prve pomembne objave pesmi "Balādīte" v reviji "Karogs" leta 1972 so bile glavne ideje v njeni poeziji bile življenje in mladost v sedemdesetih letih - iskanje smisla življenja, razvoj osebnosti, vrednot in premagovanje življenjskih problemov.
Zālīte je poleg poezije pisala dramatiko. V osemdesetih letih se je pisateljica osredotočila na filozofske in čustvene motive, ki združujejo zgodovino in sodobni čas ter se obračajo na tekoča družbena in politična vprašanja, pogosto povezana z latvijsko kulturo in mitologijo. Tragična latvijska usoda in hrepenenje naroda po svobodi je najbolje prikazano v pesniški zbirki "Debesis, debesis" (1988).
Sprva se je njena dramatika razvijalo kot nadaljevanje njene poezije. Napisala je več dram in libretov, ki združujejo močne posamezne like s temami zgodovine, mitov in nacionalne identitete, njeno najbolj priljubljeno delo pa je libreto za mitsko-simbolično rock opero "Bearslayer" (Lāčplēsis) (1987) ki je postala simbol tretjega latvijskega prebujenja.
Konec 20. stoletja je njena 6. pesniška zbirka "Apkārtne" (1997) predstavila človeka, ki se zaveda svojega okolja in težav, s katerimi se sooča - svoboda, kaos, upanje, izguba in depresija.
V celotni literarni karieri avtorice je na njena dela močno vplivalo njeno otroštvo kar je najbolje videti v njenih prvih proznih delih - avtobiografskih romanih "Pet prstov" (2013) in "Paradīzes putni" (2018), ki govorijo o okupaciji in otroštvu, preživetem v režimu Sovjetske zveze. Bralci ta dela opisujejo kot poetična, nostalgična in čustvena.
Māra Zālīte je izdala tudi nekaj literarnih del za otroke.

## Objavljena dela

### Pesniške zbirke
- Vakar zaļajā zālē (Vse ptice to vedo). Riga, Liesma, 1977
- Rīt varbūt (morda jutri). Riga, Liesma, 1979
- Nav vārdam vietas (ni prostora za besede). Riga, Liesma, 1985
- Debesis, debesis (Nebesa, Nebesa). Riga, Liesma, 1988
- Apkārtne (Svet okoli mene). Riga, Preses nams, 1997
- Džeja (Poezija). Rīga, Atēna, 2003
- Dziesmu rakstā. Riga, Mansards, 2015

### Zbirke esejev
- Brīvības tēla pakājē (Ob vznožju kipa svobode). Avstralija, dnevi avstralskih latvijskih pisateljev in avstralska podružnica Latvijskega tiskovnega združenja, 1990
- Kas ticībā sēts (posejano v veri). Riga, Rīga, 1997

### Romani
- Pieci pirksti (Pet prstov). Rīga, Mansards, 2013.
- Paradīzes putni (rajske ptice). Rīga, Dienas grāmata, 2018.

### Odrska dela
- Pilna Māras istabiņa. Mladinsko gledališče, Riga, 1983
- Tiesa (preizkus), napisano 1982. Gledališče Dailes, Riga, 1985
- Dzīvais ūdens (Živa voda). Mladinsko gledališče, Riga, 1988
- Eža kažociņš (Ježev bodeči plašč). Gledališče Valmiera, 1993
- Margarēta (Margareta). Novo gledališče v Rigi, 2001
- Tobāgo! (Tobago! ). Gledališče Dailes, Riga, 2001
- Zemes nodoklis (Vse mačke so ljudje ), gledališče Dailes, Riga, 2003
- Še Tev žūpu Bērtulis (zagotovo ne Tippler Bertulis). Ogrski oder, Ogre, 2004
- Pērs Gints nav mājās. Gledališče Dailes, Riga, 2007
- Lācis. Gledališče Dailes, Riga, 2009
- Priekules Ikars. Gledališče Dailes, Riga, 2009

### Libreti
- Lāčplēsis (Medvedovec), 1986/1987
- Meža gulbji (Divji labodi), 1995
- Putnu opera (Ptičja opera), 1997
- Kaupēn, mans mīļais! (Kaupen, draga moja), 1998
- Indriķa hronika (Henrikova kronika ), 1999
- Neglītais pīlēns (Grda račka), 2000
- Sfinksa, 2000
- Hotel Kristina, 2006
- Leļļu opera, 2008
- Meierovics, 2013

### Knjige za otroke
- Deviņpuiku spēks (Fantje do 9. moči). Riga, Liesma, 1985
- Mamma un tētis kūrortā (Mama in oče na letovišču). Riga, Dienas Grāmata, 2016
- Tango un Tūtiņa ciemos (Tango in Tutina na obisku). Riga, Liels un mazs, 2017

### Druga dela
- To mēs nezinām. Sarunas ar Imantu Ziedoni. Riga, Dienas grāmata , 2009